# Liste de statues équestres de Croatie
Cet article recense les statues équestres en Croatie.

## Liste
| Œuvre                            | Auteur                                  | Commune | Localisation                           | Notes            | Installation | Coordonnées                       | Illustration                     |
| -------------------------------- | --------------------------------------- | ------- | -------------------------------------- | ---------------- | ------------ | --------------------------------- | -------------------------------- |
| Statue équestre de saint George  | Andreas Kompatscher (de), Arthur Winder | Zagreb  |                                        | Georges de Lydda | 1887         | 45° 48′ 58″ nord, 15° 58′ 32″ est | Statue équestre de saint George  |
| Statue équestre de saint George  | Anton Dominik Fernkorn                  | Zagreb  | Place de la République de Croatie (en) | Georges de Lydda | 1906         | 45° 48′ 33″ nord, 15° 58′ 08″ est | Statue équestre de saint George  |
| Statue équestre de Josip Jelačić | Anton Dominik Fernkorn                  | Zagreb  | Place Ban-Jelačić                      | Josip Jelačić    | 1866         | 45° 48′ 47″ nord, 15° 58′ 38″ est | Statue équestre de Josip Jelačić |
| Statue équestre de Tomislav Ier  | Robert Frangeš Mihanović                | Zagreb  |                                        | Tomislav Ier     | 1947         | 45° 48′ 20″ nord, 15° 58′ 43″ est | Statue équestre de Tomislav Ier  |